# Claudia Placencio
Claudia Patricia Placencio Muñoz es una política chilena, quien se desempeñó brevemente como gobernadora de la provincia de Chiloé en 2014.

## Biografía
Es de profesión socióloga, con un magíster en gestión de gobierno y gerencia pública del Instituto de Asuntos Públicos de la Universidad de Chile. Hasta 2014 se desempeñó como coordinadora del centro de atención a víctimas de violencia intrafamiliar en Ancud. Previamente se había desempeñado en el Servicio de Registro Civil e Identificación.
Nombrada por la presidenta Michelle Bachelet, el 11 de marzo de 2014 asumió el cargo de gobernadora de la provincia de Chiloé. En su asunción, señaló que durante su gestión enfatizaría "la atención y prevención de la violencia intrafamiliar, el tema de la conectividad de la isla, las inquietudes de la comunidad en materia de seguridad ciudadana y el apoyo a las personas más vulnerables de la provincia de Chiloé especificando que esos énfasis estarán dados en los sectores rurales".
Tras recibir numerosas críticas debido a que su Ficha de Protección Social la calificaba como "indigente", y que recibía una pensión de invalidez, Bachelet le solicitó la renuncia el 18 de marzo de 2014 junto a tres otros gobernadores.